# Heinrich Mohr (Geistlicher)
Heinrich Mohr (* 10. September 1874 in Lauda; † 20. Juni 1951 in Freiburg im Breisgau) war ein deutscher römisch-katholischer Geistlicher und Volksschriftsteller.

## Leben
Mohr besuchte von 1881 bis 1887 die Volksschule in Lauda und ab 1887 das Gymnasium Tauberbischofsheim. Nach seinem Abitur im Jahre 1893 und dem folgenden Theologiestudium in Freiburg begann Mohr, der schon früh eine schriftstellerische Tätigkeit anstrebte, zunächst eine kirchliche Laufbahn. Er empfing am 1. Juli 1897 die Priesterweihe und war danach Vikar in Mosbach, Schwetzingen, Wiesental und Karlsruhe. 1900 wurde er Kaplan in Neusatzeck und 1902 Kurat in Weitungen. Ab 1904 lebte er als freier Schriftsteller.
1941 verweigerte ihm die Schweiz auf Antrag des Kantons Basel-Stadt die Einreise in die Schweiz.
1927 wurde ihm die Ehrendoktorwürde der Theologie verliehen. Er starb 1951 in Freiburg und wurde in seiner Heimatstadt Lauda beigesetzt. Dort ist eine Straße nach ihm benannt.

## Werk
Mohrs Schaffen als Autor galt der religiösen Erbauungsliteratur. Mit seinen Schriften, wie z. B. „Die Seele im Herrgottswinkel. Sonntagsbüchlein für schlichte Leute“ oder „Das Dorf in der Himmelssonne“ wollte er die einfachen Leute und besonders die Landbevölkerung erreichen. Während des Ersten Weltkrieges erschienen in kurzer Folge Sammlungen von Feldpredigten wie „Stimme der Heimat“, „Lose Blätter für Heimat und Feld“ und Schriften wie „Kriegsschwänke aus alter Zeit“, „Gottes Streiter“ und „Gib Frieden“. Diese Bücher wurden in einem besonders kleinen Format verlegt, um im Marschgepäck der Soldaten Platz zu haben. Neben eigenen Heimatgeschichten, Schwänken und religiösen Texten veröffentlichte er auch Bearbeitungen bekannter volkstümlicher Werke wie der Sieben Schwaben von Ludwig Aurbacher oder des Güldenen Tugendbuchs von Friedrich Spee.
Ab 1903 gab Mohr das „St.-Lioba-Blatt“ und ab 1912 die „Dorfstube“ heraus. Beide wurden 1931 unter dem Titel „Das Himmelreich“ zusammengeschlossen. Ab 1929 war Mohr auch Herausgeber von „Das Kleinste Pfarrblatt – das Organ des Ortspfarrers“.

## Schriften (Auswahl)
- Der Narrenbaum. Deutsche Schwänke aus 4 Jahrhunderten. Herder, Freiburg 1909 (Inhaltsverzeichnis der 5. Auflage von 1915 [PDF; 343 kB; abgerufen am 12. Juni 2013]).
- Das Dorf in der Himmelssonne. Herder, Freiburg 1911.
- Die Seele im Herrgottswinkel. Sonntagsbüchlein für schlichte Leute . Herder, Freiburg 1913.
- Der Held in Wunden. Gedanken und Gebete. Herder, Freiburg 1914 (Inhaltsverzeichnis der 2. Auflage von 1915 [PDF; 74 kB; abgerufen am 12. Juni 2013]).
- Gottesstreiter. Ein geistliches Kriegsbuch. Kösel, Kempten/München 1916 (Inhaltsverzeichnis [PDF; 209 kB; abgerufen am 12. Juni 2013]).
- Die Rache des Herrn Ulrich und andere Geschichtlein. Herder, Freiburg 1918 (Inhaltsverzeichnis [PDF; 40 kB; abgerufen am 12. Juni 2013]).
- Treuring. Bilder heiliger Liebe aus dem Güldenen Tugendbuch Friedrich Spees. Matthias Grünewald, Mainz 1923, DNB 577456121.
- Das Himmelreich auf Erden. Sonntagsbüchlein für schlichte Leute. Herder, Freiburg 1926, DNB 576312533.